# Ephelidium heardense
Ephelidium heardense är en svampart som beskrevs av C.W. Dodge & E.D. Rudolph 1955. Ephelidium heardense ingår i släktet Ephelidium, divisionen sporsäcksvampar och riket svampar.   Inga underarter finns listade i Catalogue of Life.